# Ԍ (кирилиця)
Ԍ, ԍ (сє) — літера розширеної кирилиці, позначає звук [ɕ] (щ). Зовні схожа на латинську букву G.  

## Використання
- В 1920-х роках використовувалась у в алфавіті Молодцова, тоді — офіційного алфавіту мови комі, де займала двадцять шосту позицію в алфавіті. У 1930 літеру вилучили, потім заново відновили у 1936 році.

## Unicode[1]
| Символ                      | Ԍ                         | Ԍ                         | ԍ                       | ԍ                       |
| --------------------------- | ------------------------- | ------------------------- | ----------------------- | ----------------------- |
| Unicode name                | CYRILLIC CAPITAL LETTER Ԍ | CYRILLIC CAPITAL LETTER Ԍ | CYRILLIC SMALL LETTER Ԍ | CYRILLIC SMALL LETTER Ԍ |
| Encodings                   | decimal                   | hex                       | decimal                 | hex                     |
| Unicode                     | 1292                      | U+050C                    | 1293                    | U+050D                  |
| UTF-8                       | 212 140                   | D4 8C                     | 212 141                 | D4 8D                   |
| Числове позначення символів | &#1292;                   | &#x50C;                   | &#1293;                 | &#x50D;                 |